# Catherine Keener
Catherine Keener (* 23. března 1959 Miami) je americká herečka. Narodila se jako třetí z pěti potomků Evelyn a Jima Keenerových. Její mladší sestrou je herečka Elizabeth Keener. Studovala angličtinu a historii na Wheaton College (Norton, Massachusetts). Rovněž chodila na herecké kurzy. Dvakrát byla nominována na Oscara, konkrétně za své role ve filmech V kůži Johna Malkoviche (1999) a Capote (2005). Dále hrála například ve filmech Johnny Suede (1991), Hollywood, Hollywood (2002) a Útěk do divočiny (2007). V letech 1990 až 2007 byl jejím manželem herec Dermot Mulroney.